# So You Think You Can Dance
So You Think You Can Dance – amerykański program rozrywkowy, emitowany od 2005 przez stację FOX.
Główną nagrodą w programie jest czek o wartości 100 tys. dolarów.

## Uczestnicy

### Zwycięzcy
| Edycja | Tancerz             |
| ------ | ------------------- |
| 1      | Nick Lazzarini      |
| 2      | Benji Schwimmer     |
| 3      | Sabra Johnson       |
| 4      | Joshua Allen        |
| 5      | Jeanine Mason       |
| 6      | Russell Ferguson    |
| 7      | Lauren Froderman    |
| 8      | Melanie Moore       |
| 9      | Eliana Girard       |
| 10     | Amy Yakima          |
| 11     | Ricky Ubeda         |
| 12     | Gaby Diaz           |
| 13     | Leon "Kida" Burns   |
| 14     | Lex Ishimoto        |
| 15     | Hannahlei Cabanilla |
| 16     | Bailey Muňoz        |
| 17     | Alexis Warr         |
| 18     | Anthony Curley      |

### Finaliści
| Tancerz | Tancerka | Letni sezon | Jesienny sezon |

| Sezon | Rok  | Zwycięzca           | II miejsce                   | III miejsce            | IV miejsce             | Prowadzący     | Jury                                                                 |
| ----- | ---- | ------------------- | ---------------------------- | ---------------------- | ---------------------- | -------------- | -------------------------------------------------------------------- |
| 1     | 2005 | Nick Lazzarini      | Melody Lacayanga             | Jamile McGee           | Ashlé Dawson           | Lauren Sánchez | Nigel Lythgoe Gość                                                   |
| 2     | 2006 | Benji Schwimmer     | Travis Wall                  | Donyelle Jones         | Heidi Groskreutz       | Cat Deeley     | Nigel Lythgoe Gość                                                   |
| 3     | 2007 | Sabra Johnson       | Danny Tidwell                | Neil Haskell           | Lacey Schwimmer        | Cat Deeley     | Nigel Lythgoe Mary Murphy Gość                                       |
| 4     | 2008 | Joshua Allen        | Stephen "Twitch" Boss        | Katee Shean            | Courtney Galiano       | Cat Deeley     | Nigel Lythgoe Mary Murphy Gość                                       |
| 5     | 2009 | Jeanine Mason       | Brandon Bryant               | Evan Kasprzak          | Kayla Radomski         | Cat Deeley     | Nigel Lythgoe Mary Murphy Gość                                       |
| 6     | 2009 | Russell Ferguson    | Jakob Karr                   | Kathryn McCormick      | Ellenore Scott         | Cat Deeley     | Nigel Lythgoe Mary Murphy Adam Shankman                              |
| 7     | 2010 | Lauren Frodeman     | Kent Boyd                    | Robert Roldan          | AdéChiké Torbert       | Cat Deeley     | Nigel Lythgoe Mia Michaels Adam Shankman                             |
| 8     | 2011 | Melanie Moore       | Sasha Mallory                | Marko Germar           | Tadd Gadduang          | Cat Deeley     | Nigel Lythgoe Mary Murphy Gość                                       |
| 9     | 2012 | Eliana Girard       | Chehon Wespi-Tschopp         | Tiffany Maher          | Cyrus "Glitch" Spencer | Cat Deeley     | Nigel Lythgoe Mary Murphy Gość                                       |
| 10    | 2013 | Amy Yakima          | Du-Shaunt "Fik-Shun" Stegall | Jasmine Harper         | Aaron Turner           | Cat Deeley     | Nigel Lythgoe Mary Murphy Gość                                       |
| 11    | 2014 | Ricky Ubena         | Valerie Rockey               | Jessica Richens        | Zack Everhart          | Cat Deeley     | Nigel Lythgoe Mary Murphy Gość                                       |
| 12    | 2015 | Gaby Diaz           | Jana "Jaja" Vaňková          | Virgil Gadson          | Hailee Payne           | Cat Deeley     | Nigel Lythgoe Paula Abdul Jason Derulo                               |
| 13    | 2016 | Leon "Kida" Burns   | J.T. Church                  | Tate McRae             | Emma Hellenkamp        | Cat Deeley     | Nigel Lythgoe Paula Abdul Jason Derulo Maddie Ziegler                |
| 14    | 2017 | Lex Ishimoto        | Koine Iwasaki                | Taylor Sieve           | Chris "Kiki" Nyemchek  | Cat Deeley     | Nigel Lythgoe Mary Murphy Vanessa Hudgens                            |
| 15    | 2018 | Hannahlei Cabanilla | Jensen Arnold                | Genessy Castillo       | Slavik Pustovoytov     | Cat Deeley     | Nigel Lythgoe Mary Murphy Vanessa Hudgens Stephen "tWitch" Boss      |
| 16    | 2019 | Bailey Muñoz        | Mariah Russell               | Gino Cosculluela       | Sophie Pittman         | Cat Deeley     | Nigel Lythgoe Mary Murphy Laurieann Gibson Dominic "D-Trix" Sandoval |
| 17    | 2022 | Alexis Warr         | Keaton Kermode               | Essence Wilmington     |                        | Cat Deeley     | Stephen "tWitch" Boss JoJo Siwa Leah Remini Matthew Morrison         |
| 18    | 2024 | Anthony Curley      | Dakayla Wilson               | Madison Rouge Alvarado | Easton Magliarditi     | Cat Deeley     | Allison Holker JoJo Siwa Maksim Chmierowskij                         |

### Pozostali zawodnicy

#### I edycja
Castingi do pierwszej edycji odbyły się w Chicago, Nowym Jorku i Los Angeles.
| Miejsce | Tancerz                  |
| ------- | ------------------------ |
| 1.      | Nick Lazzarini           |
| 2.      | Melody Lacayanga         |
| 3.      | Jamile McGee             |
| 4.      | Ashlé Dawson             |
| 5.      | Blake McGrath            |
| 5.      | Kamilah Barrett          |
| 7.      | Artem Chigvinsev         |
| 7.      | Melissa Vella            |
| 9.      | Ryan Conferido           |
| 9.      | Destini Rogers           |
| 11.     | Allan Frias              |
| 11.     | Snejana "Snow" Urbin     |
| 13.     | Craig DeRosa             |
| 13.     | Michelle Brooke          |
| 15.     | Jonathan "Jonnis" Tannis |
| 15.     | Sandra Colton            |

##### Tancerze
| Tancerz                  | Wiek | Miejsce zamieszkania      | Styl taneczny             | Data eliminacji  |
| ------------------------ | ---- | ------------------------- | ------------------------- | ---------------- |
| Nick Lazzarini           | 21   | Sunnyvale, Kalifornia     | Taniec współczesny / Jazz | ZWYCIĘZCA        |
| Jamile McGee             | 21   | Columbus, Ohio            | Hip-Hop / Popping         | 3. MIEJSCE       |
| Blake McGrath            | 21   | Los Angeles, Kalifornia   | Taniec współczesny / Jazz | 21 września 2005 |
| Artem Chigvinsev         | 22   | Menlo Park, Kalifornia    | Latino                    | 14 września 2005 |
| Ryan Conferido           | 22   | Downey, Kalifornia        | Breakdance                | 7 września 2005  |
| Allan Frias              | 30   | San Francisco, Kalifornia | Hip-Hop                   | 31 sierpnia 2005 |
| Craig DeRosa             | 18   | Mount Sinai, Nowy Jork    | Taniec współczesny / Jazz | 24 sierpnia 2005 |
| Jonathan "Jonnis" Tannis | 20   | Burnaby                   | Hip-Hop                   | 17 sierpnia 2005 |

##### Tancerki
| Tancerka             | Wiek | Miejsce zamieszkania          | Styl taneczny                            | Data eliminacji  |
| -------------------- | ---- | ----------------------------- | ---------------------------------------- | ---------------- |
| Melody Lacayanga     | 22   | Los Angeles, Kalifornia       | Taniec współczesny / Jazz                | 2. MIEJSCE       |
| Ashlé Dawson         | 21   | Long Beach Island, New Jersey | Taniec współczesny / Jazz / African Jazz | 4. MIEJSCE       |
| Kamilah Barrett      | 27   | Seattle, Waszyngton           | Hip-Hop / Jazz                           | 21 września 2005 |
| Melissa Vella        | 20   | Springfield, Pensylwania      | Taniec współczesny / Jazz                | 14 września 2005 |
| Destini Rogers       | 22   | Oklahoma                      | Taniec współczesny / Jazz                | 7 września 2005  |
| Snejana "Snow" Urbin | 25   | Syberia, Rosja                | Latino                                   | 31 sierpnia 2005 |
| Michelle Brooke      | 27   | Brooklyn, Nowy Jork           | Hip-Hop / Jazz                           | 24 sierpnia 2005 |
| Sandra Colton        | 27   | Las Vegas, Nevada             | Stepowanie                               | 17 sierpnia 2005 |

#### II edycja
| Miejsce | Tancerz            |
| ------- | ------------------ |
| 1.      | Benji Schwimmer    |
| 2.      | Travis Wall        |
| 3.      | Donyelle Jones     |
| 4.      | Heidi Groskreutz   |
| 5.      | Ivan Koumaev       |
| 5.      | Natalie Fotopoulos |
| 7.      | Ryan Rankine       |
| 7.      | Allison Holker     |
| 9.      | Dmitry Chaplin     |
| 9.      | Martha Nichols     |
| 11.     | Musa Cooper        |
| 11.     | Ashlee Nino        |
| 13.     | Jaymz Tuaileva     |
| 13.     | Jessica Fernandez  |
| 15.     | Ben Susak          |
| 15.     | Aleksandra Wojda   |
| 17.     | Jason Williams     |
| 17.     | Joy Spears         |
| 19.     | Stanislav Savich   |
| 19.     | Erin Ellis         |

#### III edycja
| Miejsce | Tancerz          |
| ------- | ---------------- |
| 1.      | Sabra Johnson    |
| 2.      | Danny Tidwell    |
| 3.      | Neil Haskell     |
| 4.      | Lacey Schwimmer  |
| 5.      | Pasha Kovalev    |
| 5.      | Lauren Gottlieb  |
| 7.      | Dominic Sandoval |
| 7.      | Sara Von Gillern |
| 9.      | Kameron Bink     |
| 9.      | Jaimie Goodwin   |
| 11.     | Hokuto Konishi   |
| 11.     | Anya Garnis      |
| 13.     | Cedric Gardner   |
| 13.     | Shauna Noland    |
| 15.     | Jesús Solorio    |
| 15.     | Jessi Peralta    |
| 17.     | Jimmy Arguello   |
| 17.     | Faina Savich     |
| 19.     | Ricky Palomino   |
| 19.     | Ashlee Langas    |

#### IV edycja
| Miejsce | Tancerz               |
| ------- | --------------------- |
| 1.      | Joshua Allen          |
| 2.      | Stephen "Twitch" Boss |
| 3.      | Katee Shean           |
| 4.      | Courtney Galiano      |
| 5.      | Mark Kanemura         |
| 5.      | Chelsie Hightower     |
| 7.      | Will Wingfield        |
| 7.      | Comfort Fedoke        |
| 9.      | Gev Manoukian         |
| 9.      | Kherington Payne      |
| 11.     | Thayne Jasperson      |
| 11.     | Jessica King          |
| 13.     | Matt Dorame           |
| 13.     | Kourtni Lind          |
| 15.     | Chris Jarosz          |
| 15.     | Chelsea Traille       |
| 17.     | Marquis Cunningham    |
| 17.     | Susie Garcia          |
| 19.     | Jamie Bayard          |
| 19.     | Rayven Armijo         |

#### V edycja
| Miejsce | Tancerz                   |
| ------- | ------------------------- |
| 1.      | Jeanine Mason             |
| 2.      | Brandon Bryant            |
| 3.      | Evan Kasprzak             |
| 4.      | Kayla Radomski            |
| 5.      | Ade Obayomi               |
| 5.      | Melissa Sandvig           |
| 7.      | Jason Glover              |
| 7.      | Janette Manrara           |
| 9.      | Kūpono Aweau              |
| 9.      | Randi Evans               |
| 11.     | Phillip Chbeeb            |
| 11.     | Caitlin Kinney            |
| 13.     | Vitolio Jeune             |
| 13.     | Karla Garcia              |
| 15.     | Jonathan Platero          |
| 15.     | Asuka Kondoh              |
| 17.     | Maksim "Max" Kapitannikov |
| 17.     | Ashley Valerio            |
| 19.     | Tony Bellissimo           |
| 19.     | Paris Torres              |

#### VI edycja
| Miejsce | Tancerz                 |
| ------- | ----------------------- |
| 1.      | Russell Ferguson        |
| 2.      | Jakob Karr              |
| 3.      | Kathryn McCormick       |
| 4.      | Elleonore Scott         |
| 5.      | Ashleigh Di Lello       |
| 6.      | Ryan Di Lello           |
| 7.      | Jonathan "Legacy" Perez |
| 7.      | Mollee Gray             |
| 9.      | Nathan Trasoras         |
| 9.      | Noelle Marsh            |
| 11.     | Victor Smalley          |
| 11.     | Karen Hauer             |
| 13.     | Kevin Hunte             |
| 13.     | Channing Cooke          |
| 15.     | Peter Sabasino          |
| 15.     | Pauline Mata            |
| 17.     | Phillip Attmore         |
| 17.     | Bianca Revels           |
| 19.     | Brandon Dumlao          |
| 19.     | Ariana DeBose           |

#### VII edycja
VII edycja show różniła się od poprzednich, ponieważ wystąpiło w niej tylko 11 finalistów (w poprzednich edycjach 20, z wyjątkiem I, gdzie było 16), którzy byli dobierani w pary z wcześniejszymi tancerzami So You Think You Can Dance.

##### Tancerze z poprzednich edycji
| Tancerz               | Sezon      |
| Allison Holker        | II edycja  |
| Anya Garnis           | III edycja |
| Dominic Sandoval      | III edycja |
| Lauren Gottlieb       | III edycja |
| Neil Haskell          | III edycja |
| Pasha Kovalev         | III edycja |
| Comfort Fedoke        | IV edycja  |
| Mark Kanemura         | IV edycja  |
| Stephen "Twitch" Boss | IV edycja  |
| Courtney Galiano      | IV edycja  |
| Ade Obayomi           | V edycja   |
| Kathryn McCormick     | VI edycja  |

##### Tancerze
| Miejsce | Tancerz              |
| ------- | -------------------- |
| 1.      | Lauren Froderman     |
| 2.      | Kent Boyd            |
| 3.      | Robert Roldan        |
| 4.      | AdéChiké Torbert     |
| 5.      | Billy Bell           |
| 6.      | Jose "FUL DECK" Ruiz |
| 7.      | Ashley Galvan        |
| 8.      | Alex Wong            |
| 9.      | Melinda Sullivan     |
| 10.     | Cristina Santana     |
| 11.     | Alexie Agdeppa       |

#### VIII edycja
| Miejsce | Tancerz           |
| ------- | ----------------- |
| 1.      | Melanie Moore     |
| 2.      | Sasha Mallory     |
| 3.      | Marko Germar      |
| 4.      | Tadd Gadduang     |
| 5.      | Ricky Jaime       |
| 5.      | Caitlynn Lawson   |
| 7.      | Jess LeProtto     |
| 7.      | Jordan Casanova   |
| 9.      | Mitchell Kelly    |
| 9.      | Clarice Ordaz     |
| 11.     | Alexander Fost    |
| 11.     | Ryan Ramirez      |
| 13.     | Chris Koehl       |
| 13.     | Ashley Rich       |
| 15.     | Robert Taylor Jr. |
| 15.     | Miranda Maleski   |
| 17.     | Nick Young        |
| 17.     | Iveta Lukosiute   |
| 17.     | Wadi Jones        |
| 17.     | Missy Morelli     |

#### IX edycja
W IX edycji po raz pierwszy wyłoniono dwójkę zwycięzców: jednego tancerza i jedną tancerkę. Taki sam format programu (z dwójką zwycięzców) został zachowany w kolejnej - X edycji show.
| Miejsce | Tancerz                |
| ------- | ---------------------- |
| 1.      | Eliana Girard          |
| 1.      | Chehon Wespi-Tschopp   |
| 2.      | Tiffany Maher          |
| 2.      | Cyrus "Glitch" Spencer |
| 5.      | Cole Horibe            |
| 5.      | Witney Carson          |
| 7.      | Will Thomas            |
| 7.      | Lindsay Arnold         |
| 9.      | George Lawrence Jr.    |
| 9.      | Audrey Case            |
| 11.     | Matthew Kazmierczak    |
| 11.     | Dareian Kujawa         |
| 11.     | Amelia Lowe            |
| 11.     | Janelle Issis          |
| 15.     | Brandon Mitchell       |
| 15.     | Amber Jackson          |
| 17.     | Daniel Baker           |
| 17.     | Nick Bloxsom-Carter    |
| 17.     | Alexa Anderson         |
| 17.     | Janaya French          |

#### X edycja
| Miejsce | Tancerz                      |
| ------- | ---------------------------- |
| 1.      | Amy Yakima                   |
| 1.      | Du-Shaunt "Fik-Shun" Stegall |
| 2.      | Jasmine Harper               |
| 2.      | Aaron Turner                 |
| 5.      | Paul Karmiryan               |
| 5.      | Hayley Erbert                |
| 7.      | Tucker Knox                  |
| 7.      | Jenna Johnson                |
| 9.      | Nico Greetham                |
| 9.      | Makenzie Dustman             |
| 11.     | Alan Bersten                 |
| 11.     | Malece Miller                |
| 13.     | Curtis Holland               |
| 13.     | Alexis Juliano               |
| 15.     | Dorian "Bluprint" Hector     |
| 15.     | Mariah Spears                |
| 17.     | Jade Zuberi                  |
| 17.     | Jasmine Mason                |
| 19.     | Carlos Garland               |
| 19.     | Brittany Cherry              |

#### XI edycja
W tej edycji powrócono do formatu programu, w którym zwycięża tylko jeden tancerz.
| Miejsce | Tancerz           |
| ------- | ----------------- |
| 1.      | Ricky Ubeda       |
| 2.      | Valerie Rockey    |
| 3.      | Jessica Richens   |
| 4.      | Zack Everhart     |
| 5.      | Casey Askew       |
| 5.      | Jacque LeWarne    |
| 7.      | Rudy Abreu        |
| 7.      | Tanisha Belnap    |
| 9.      | Emilio Dosal      |
| 9.      | Bridget Whitman   |
| 11.     | Serge Onik        |
| 11.     | Teddy Coffey      |
| 11.     | Carly Blaney      |
| 11.     | Emily James       |
| 15.     | Marcquet Hill     |
| 15.     | Brooklyn Fullmer  |
| 17.     | Stanley Glover    |
| 17.     | Jourdan Epstein   |
| 19.     | Nick Garcia       |
| 19.     | Malene Ostergaard |

#### XII edycja
W tej edycji programu uczestnicy byli wybierani do finałowej 20 ze względu na styl jaki tańczą: współczesny/sceniczny (team scene) lub streetowy (team street).
| Miejsce | Tancerz                  |
| ------- | ------------------------ |
| 1.      | Gaby Diaz                |
| 2.      | Jana "Jaja" Vaňková      |
| 3.      | Virgil Gadson            |
| 4.      | Hailee Payne             |
| 5.      | Jim Nowakowski           |
| 5.      | Megan "Megz" Alfonso     |
| 7.      | Derek Piquette           |
| 7.      | Eddie "Neptune" Eskridge |
| 9.      | Edson Juarez             |
| 9.      | Jessica "JJ" Rabone      |
| 11.     | Alexia Meyer             |
| 11.     | Kate Harpootlian         |
| 11.     | Ariana Crowder           |
| 11.     | Yorelis Apolinario       |
| 15.     | Marissa Milele           |
| 15.     | Asaf Goren               |
| 17.     | Moises Parra             |
| 17.     | Burim "B1" Jusufi        |
| 19.     | Darion Flores            |
| 19.     | Lily Frias               |

#### XIII edycja
XIII edycja programu zatytułowana "The Next Generation" była zorganizowana dla młodszych tancerzy w wieku od 8-13 lat. Edycja ta różniła się również liczbą finalistów (teraz 10 tancerzy), którzy zostali dobrani w pary z wcześniejszymi tancerzami So You Think You Can Dance, którzy zostali ich mentorami.

##### Tancerze
| Miejsce | Tancerz               |
| ------- | --------------------- |
| 1.      | Leon "Kida" Burns     |
| 2.      | J.T. Church           |
| 3.      | Tate McRae            |
| 4.      | Emma Hellenkamp       |
| 5.      | Tahani Anderson       |
| 6.      | Ruby Castro           |
| 7.      | Jake Monreal          |
| 7.      | Jordan Nata'e Wandick |
| 9.      | Sheaden Gabriel       |
| 10.     | Daniela Avanzini      |

##### Tancerze z poprzednich edycji
| Tancerz                      | Oryginalny sezon tancerza | Uczestnik XIII edycji, z którym tańczył tancerz |
| Comfort Fedoke               | IV edycja                 | Tahani Anderson                                 |
| Jonathan Platero             | V edycja                  | Daniela Avanzini                                |
| Kathryn McCormick            | VI edycja                 | Tate McRae                                      |
| Robert Roldan                | VII edycja                | J.T. Church                                     |
| Sasha Mallory                | VIII edycja               | Jordan Nata'e Wandick                           |
| Marko Germar                 | VIII edycja               | Sheaden Gabriel                                 |
| Jenna Johnson                | X edycja                  | Jake Monreal                                    |
| Paul Karmiryan               | X edycja                  | Ruby Castro                                     |
| Du-Shaunt "Fik-Shun" Stegall | X edycja                  | Leon "Kida" Burns                               |
| Gaby Diaz                    | XII edycja                | Emma Hellenkamp                                 |

#### XIV edycja
W tej edycji programu wcześniejsi tancerze So You Think You Can Dance byli jurorami w akademii i każdy z nich wybrał jednego uczestnika, z którym wziął udział w odcinkach na żywo. Uczestników w finałowych odcinkach było dziesięciu.

##### Tancerze
| Miejsce | Tancerz               |
| ------- | --------------------- |
| 1.      | Lex Ishimoto          |
| 2.      | Koine Iwasaki         |
| 3.      | Taylor Sieve          |
| 4.      | Chris "Kiki" Nyemchek |
| 5.      | Logan Hernandez       |
| 5.      | Kaylee Millis         |
| 7.      | Mark Villaver         |
| 8.      | Inyoung "Dassy" Lee   |
| 9.      | Sydney Tormey         |
| 10.     | Robert Green          |

##### Tancerze z poprzednich edycji
| Tancerz                      | Oryginalny sezon tancerza | Uczestnik XIII edycji, z którym tańczył tancerz |
| Allison Holker               | II edycja                 | Logan Hernandez                                 |
| Comfort Fedoke               | IV edycja                 | Mark Villaver                                   |
| Robert Roldan                | VII edycja                | Taylor Sieve                                    |
| Marko Germar                 | VIII edycja               | Koine Iwasaki                                   |
| Cyrus Spencer                | IX edycja                 | Kaylee Millis                                   |
| Jenna Johnson                | X edycja                  | Chris "Kiki" Nyemchek                           |
| Paul Karmiryan               | X edycja                  | Sydney Tormey                                   |
| Du-Shaunt "Fik-Shun" Stegall | X edycja                  | Inyoung "Dassy" Lee                             |
| Gaby Diaz                    | XII edycja                | Lex Ishimoto                                    |

#### XV edycja
W tej edycji do finałowych odcinków na żywo zakwalifikowało się 10 tancerzy, podobnie jak w poprzedniej edycji, jednak tutaj nie mieli oni mentorów (tzw. all-stars).
| Miejsce | Tancerz             |
| ------- | ------------------- |
| 1.      | Hannahlei Cabanilla |
| 2.      | Jensen Arnold       |
| 3.      | Genessy Castillo    |
| 4.      | Slavik Pustovoytov  |
| 5.      | Jay Jay Dixonbey    |
| 5.      | Darius Hickman      |
| 7.      | Magda Fialek        |
| 7.      | Cole Mills          |
| 9.      | Evan DeBenedetto    |
| 9.      | Chelsea Hough       |

#### XVI edycja
| Miejsce | Tancerz          |
| ------- | ---------------- |
| 1.      | Bailey Muñoz     |
| 2.      | Mariah Russell   |
| 3.      | Gino Cosculluela |
| 4.      | Sophie Pittman   |
| 5.      | Madison Jordan   |
| 5.      | Ezra Sosa        |
| 7.      | Anna Linstruth   |
| 7.      | Benjamin Castro  |
| 9.      | Stephanie Sosa   |
| 9.      | Eddie Hoyt       |

#### XVII edycja
| Miejsce | Tancerz                  |
| ------- | ------------------------ |
| 1.      | Alexis Warr              |
| 2.      | Keaton Kermode           |
| 3.      | Essence Wilmington       |
| 4.      | Beau Harmon              |
| 4.      | Carter Williams          |
| 4.      | Ralyn Johnson            |
| 7.      | Anna Miller              |
| 7.      | Waverly Fredericks       |
| 9.      | Jordan Betscher          |
| 9.      | Thiago Pacheco           |
| 11.     | Virginia Crouse          |
| 11.     | James "Lord Finn" Thomas |